# Râul Runcșor
Râul Runcșor este un curs de apă din bazinul râului Roșia. Izvorăște din Munții Pădurea Craiului și curge spre vest până ajunge în Ponorul Runcșor, unde se scurge în subteran. Debitele râului reapar la suprafață în izbucul Toplicioarei.

## Hărți
- Munții Pădurea Craiului  Arhivat în 16 ianuarie 2010, la Wayback Machine.
- Harta interactivă Munții Pădurea Craiului
- Harta munții Apuseni